# Żmuliniec

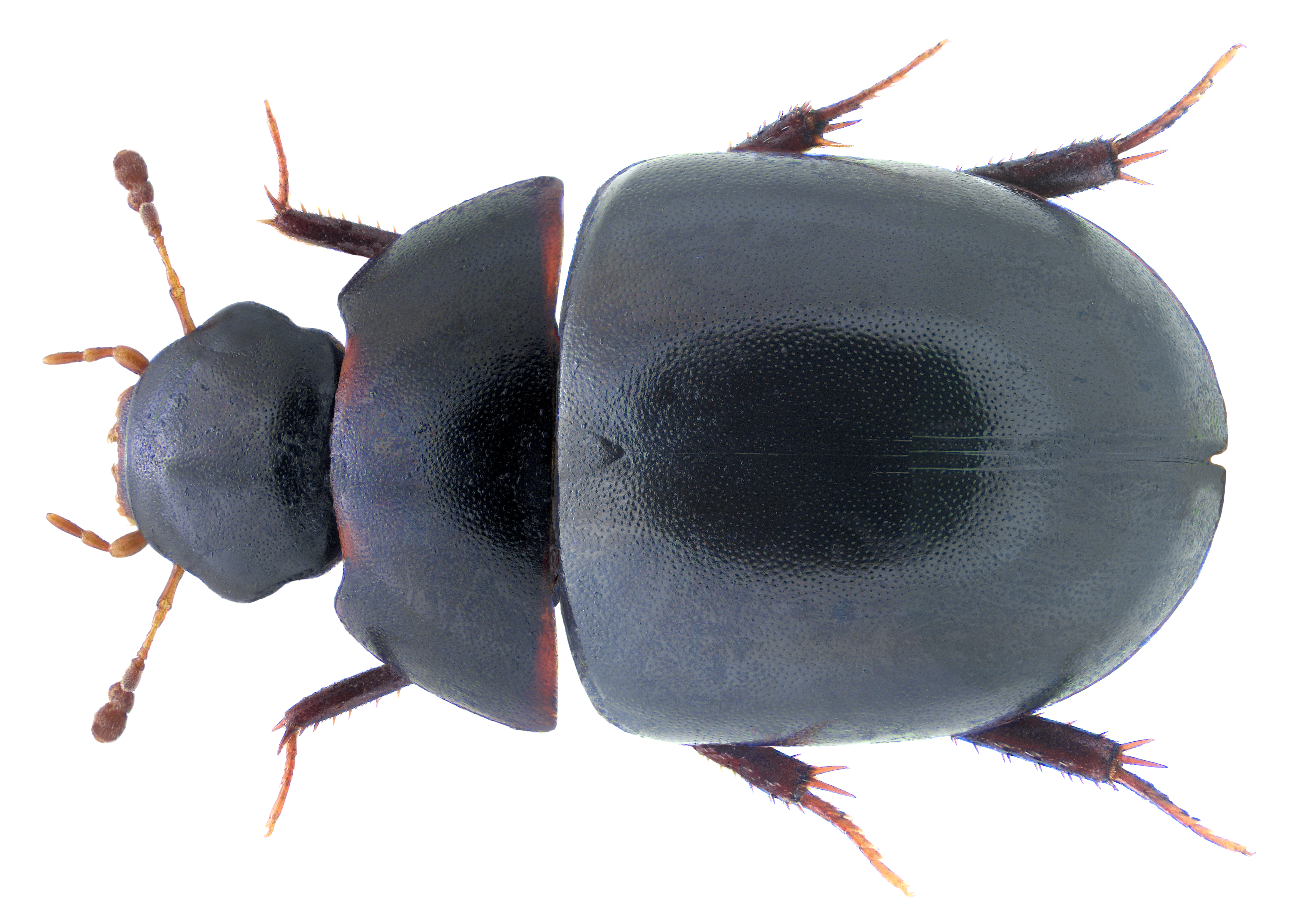
Coelostoma fallaciosum

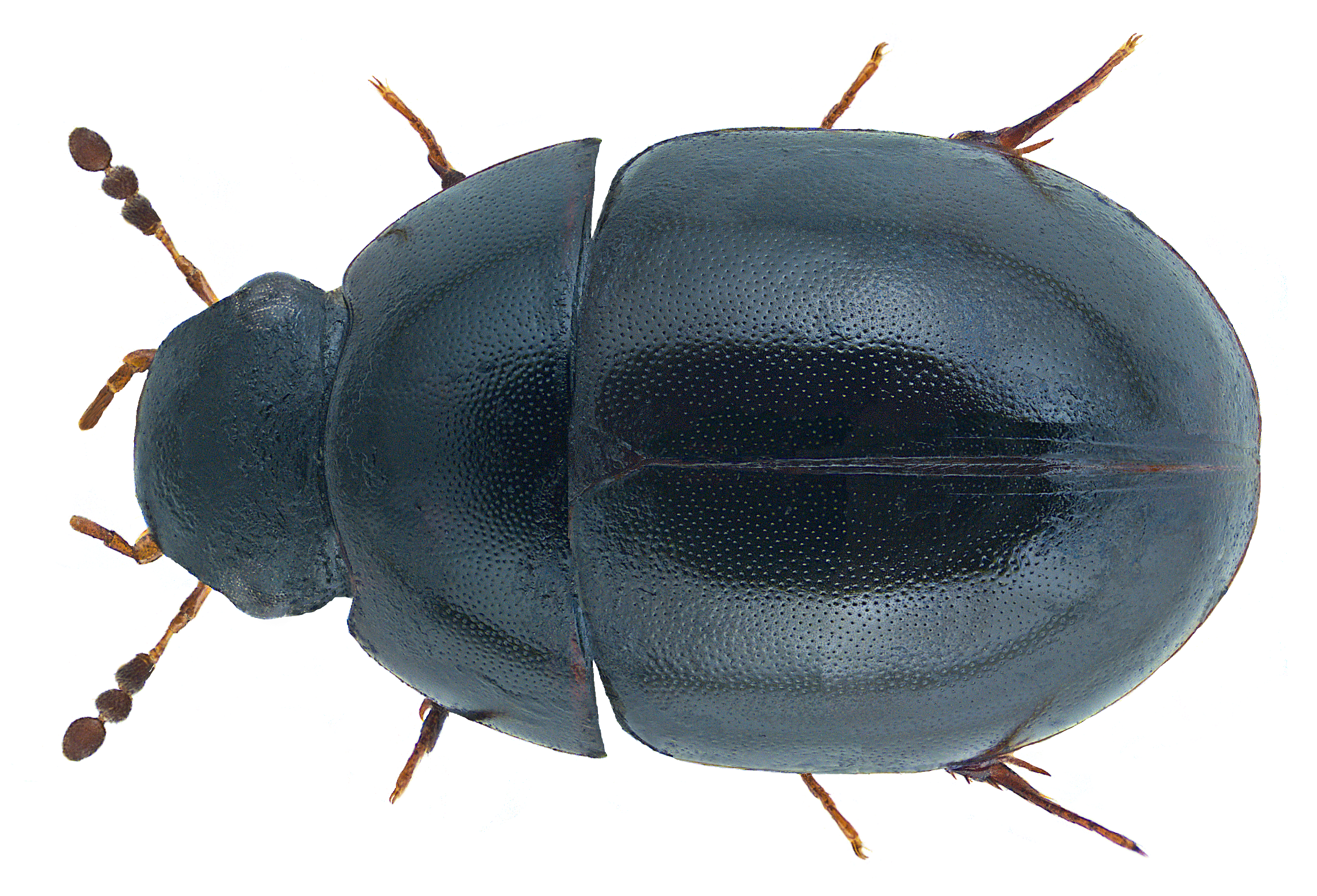
Coelostoma subditum

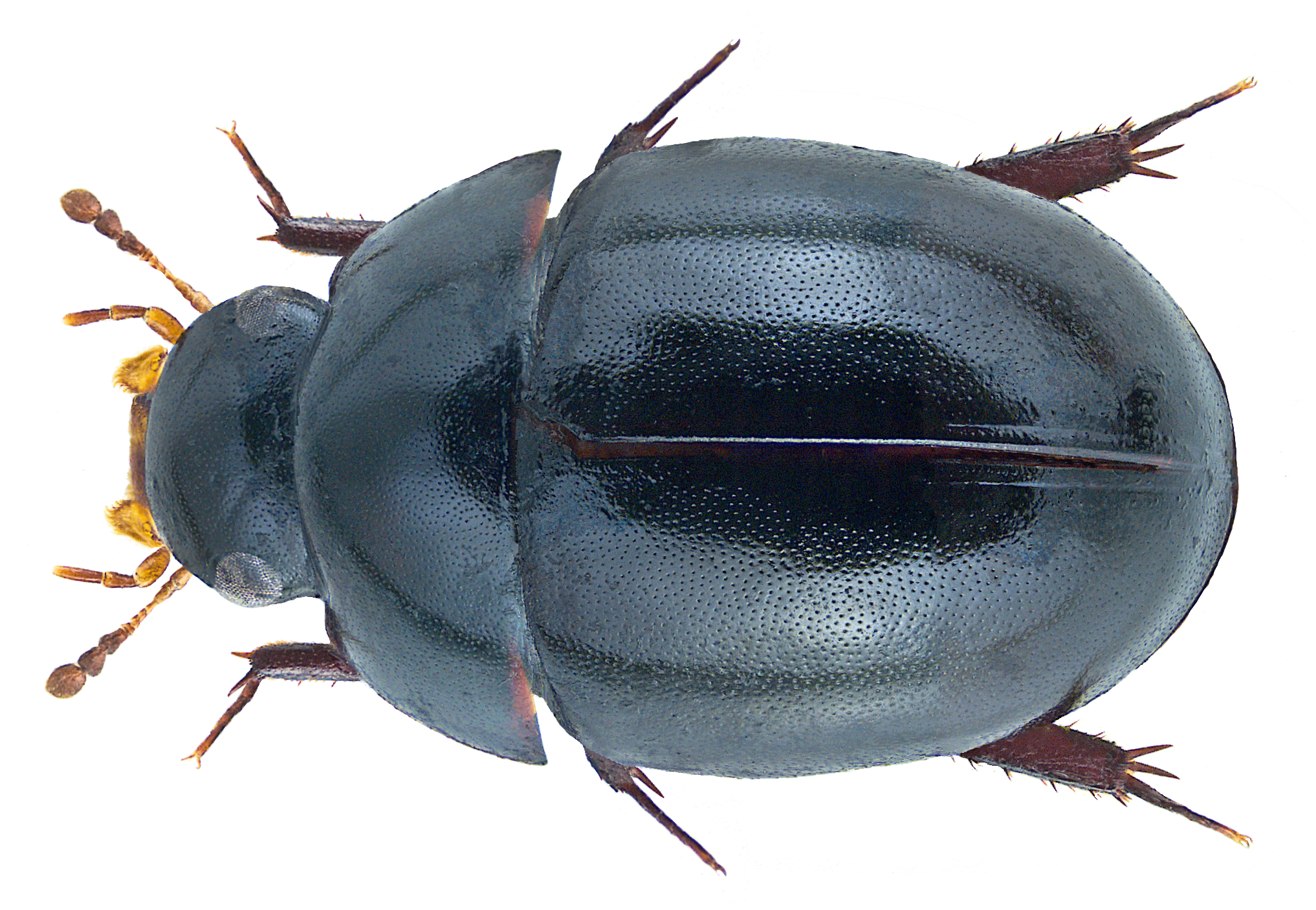
Coelostoma vitalisi

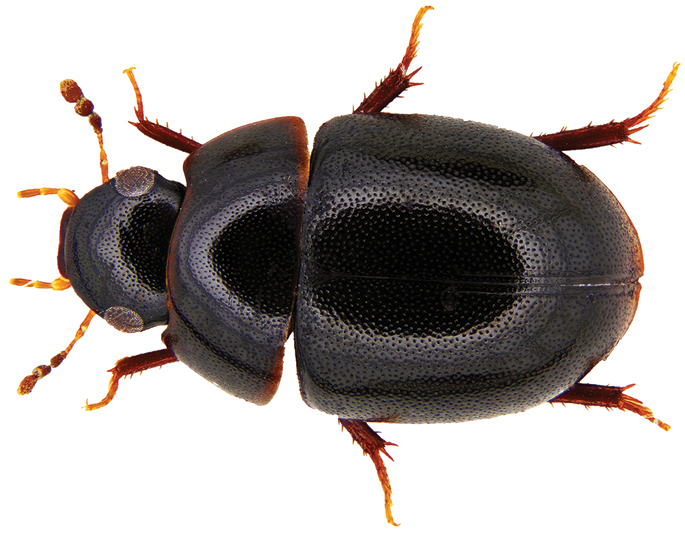
Nieoznaczony gatunek z KwaZulu-Natal

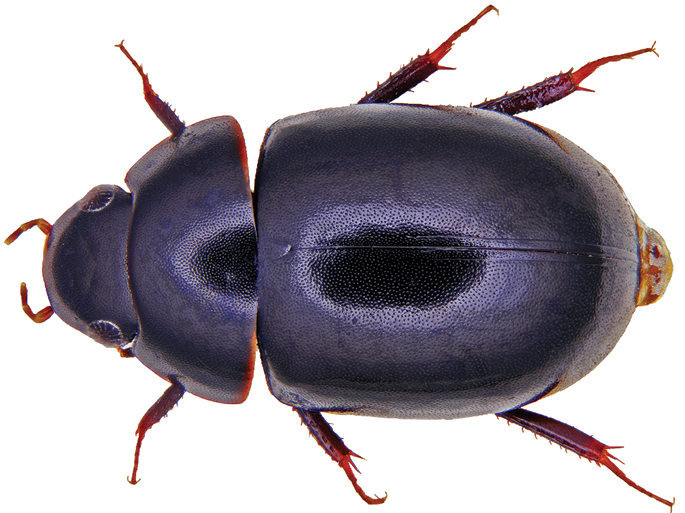
Inny nieoznaczony gatunek z KwaZulu-Natal

Żmuliniec (Coelostoma) – rodzaj chrząszczy z rodziny kałużnicowatych i podrodziny gomolatek (Sphaeridiinae). Obejmuje ponad 110 opisanych gatunków. Są to chrząszcze wodne, występujące na zanurzonej roślinności, jak i na pobrzeżach wód i wilgotnych siedliskach w ich pobliżu. Są szeroko rozprzestrzenione na półkuli wschodniej. W zapisie kopalnym znane są od miocenu.

## Morfologia
Chrząszcze o ciele szeroko-owalnym, wyraźnie wysklepionym, ubarwionym mniej lub bardziej jednolicie w odcieniach od brązu do czerni. Głowa zaopatrzona jest w przeciętnych rozmiarów oczy złożone z głęboko wykrojonymi krawędziami wewnętrznymi. Czułki buduje dziewięć członów, z których te końcowe formują luźno zestawioną buławkę. Podstawy czułków są nakryte bokami nadustka i od góry niewidoczne. Pokrywy zasadniczo pozbawione są rzędów, obecny jest tylko rządek przyszwowy, a niekiedy po bokach pokryw punkty miejscami układają się w szeregi. Przedpiersie jest w części środkowej w różnym stopniu nabrzmiałe, a jego przednia krawędź często wyciągnięta ku przodowi w ząbkowaty lub palcowaty wyrostek. Śródpiersie (mezowentryt) jest przynajmniej częściowo zlane z episternitami śródtułowia. Środkowa część śródpiersia, wyniesiona silnie ku tyłowi, tworzy wyrostek międzybiodrowy w kształcie grotu strzały. W przednio-środkowej części śródpiersia znajduje się dołeczkowata bruzda. Zapiersie (metawentryt), dłuższe od śródpiersia, ma silnie wyniesioną ku przodowi część środkową, silnie wnikającą pomiędzy biodra środkowej pary, gdzie styka się z wyrostkiem śródpiersia. Odnóża pary środkowej i tylnej mają stopy o członie pierwszym wyraźnie dłuższym niż drugi. Odwłok ma piąty z widocznych sternitów (piąty wentryt) całobrzegi lub na wierzchołkowej krawędzi wykrojony. Genitalia samca odznaczają się silnie zredukowaną fallobazą. Budowa edeagusa wykazują dużą zmienność w obrębie rodzaju i jest najważniejszą cechą morfologiczną używaną w oznaczaniu gatunków.

## Ekologia i występowanie
Są to chrząszcze wodne, związane z wodami słodkimi, od rzek i bagien po sadzawki. Bytują na zanurzonych roślinach w wodzie stojącej, na żwirowych, piaszczystych i mulistych pobrzeżach wód stojących i płynących, wśród wilgotnych mchów, korzeni, mat glonów, pod kamieniami i mokrą ściółką. Żerują na organizmach roślinnych. Postacie dorosłe niektórych gatunków przylatują do sztucznych źródeł światła, ale tylko przez pierwsze około dwie godziny po zmierzchu; nie obserwuje się ich później w nocy.
Rodzaj ten jest szeroko rozprzestrzeniony na półkuli wschodniej, przy czym większość gatunków zamieszkuje krainę orientalną i etiopską. W krainie palearktycznej występują cztery gatunki, z których tylko C. orbiculare stwierdzono w Polsce. W krainie australijskiej żyją tylko dwa gatunki. W krainach nearktycznej i neotropikalnej niszę tego rodzaju zajmują Phaenonotum i Phaenostoma.

## Taksonomia
Rodzaj ten wprowadził w 1835 roku Gaspard Auguste Brullé, zaliczając doń pojedynczy gatunek, opisanego w 1775 roku przez Johna Christiana Fabriciusa Hydrophilus orbicularis. Współcześnie Coelostoma jest jednym z najbardziej różnorodnych rodzajów w rodzinie kałużnicowatych, obejmującym ponad 110 opisanych gatunków.
Do rodzaju tego należą:

- Coelostoma aeneolum Régimbart, 1903
- Coelostoma aethiopicum Orchymont, 1936
- Coelostoma afflatum Knisch, 1922
- Coelostoma alluaudi Mouchamps, 1958
- Coelostoma anthracinum J.Balfour-Browne, 1939
- Coelostoma assinicum Mouchamps, 1958
- Coelostoma austrine Mouchamps, 1958
- Coelostoma balfourbrownei M.Hansen, 1999
- Coelostoma basilewskyi Mouchamps, 1958
- Coelostoma bechynei J.Balfour-Browne, 1959
- Coelostoma bhutanicum Jayaswal, 1972
- Coelostoma bibilense Hebauer, 2000
- Coelostoma bifidum Jia, Fenglong, Aston & Fikáček, 2014
- Coelostoma bipunctatum Jayaswal, 1972
- Coelostoma brachaurum Mouchamps, 1958
- Coelostoma brownei Mouchamps, 1958
- Coelostoma brunneum Mouchamps, 1958
- Coelostoma bullosum Mouchamps, 1958
- Coelostoma camerunense Mouchamps, 1958
- Coelostoma centrale Mouchamps, 1958
- Coelostoma collarti Mouchamps, 1958
- Coelostoma conradsi Orchymont, 1936
- Coelostoma coomani Orchymont, 1932
- Coelostoma cooptatum Orchymont, 1932
- Coelostoma coortum Orchymont, 1932
- Coelostoma dentatum Knisch, 1924
- Coelostoma deplexum J.Balfour-Browne, 1950
- Coelostoma diversum Orchymont, 1932
- Coelostoma dolum J.Balfour-Browne, 1950
- Coelostoma ealanum Orchymont, 1941
- Coelostoma edwardsi J.Balfour-Browne, 1940
- Coelostoma erinna J.Balfour-Browne, 1950
- Coelostoma escalerai Hernando, 1997
- Coelostoma fabricii (Montrouzier, 1860)
- Coelostoma fallaciosum Orchymont, 1936
- Coelostoma freudei Mouchamps, 1958
- Coelostoma freyi Mouchamps, 1958
- Coelostoma gentilii Jia, Fenglong, Aston & Fikáček, 2014
- Coelostoma hajeki Jia, Fenglong, Aston & Fikáček, 2014
- Coelostoma himalayanum Hebauer, 2002
- Coelostoma hirsutum Mouchamps, 1958
- Coelostoma hispanicum (Küster, 1848)
- Coelostoma homalinum Hebauer, 2002
- Coelostoma hongkongense Jia, Fenglong, Aston & Fikáček, 2014
- Coelostoma horni (Régimbart, 1902)
- Coelostoma huangi Jia, Fenglong, Aston & Fikáček, 2014
- Coelostoma injuratum J.Balfour-Browne, 1952
- Coelostoma insidiosum Mouchamps, 1958
- Coelostoma insolitum Orchymont, 1936
- Coelostoma irregulare Hebauer, 2001
- Coelostoma jaechi Jia et al., 2017
- Coelostoma jeanneli Mouchamps, 1958
- Coelostoma kantnerorum Hebauer, 2006
- Coelostoma lamottei J.Balfour-Browne, 1958
- Coelostoma lazarense Orchymont, 1925
- Coelostoma lemuriense Mouchamps, 1958
- Coelostoma leonense J.Balfour-Browne, 1939
- Coelostoma lesnei Orchymont, 1936
- Coelostoma lyratum Sheth, Ghate & Fikáček, 2020
- Coelostoma marshalli J.Balfour-Browne, 1950
- Coelostoma martensi Hebauer, 2002
- Coelostoma medianum Hebauer, 2002
- Coelostoma mocquerysi Orchymont, 1936
- Coelostoma montanum Mouchamps, 1958
- Coelostoma mouchampsi M.Hansen, 1999
- Coelostoma neavei J.Balfour-Browne, 1950
- Coelostoma nostocinum Sheth, Ghate & Fikáček, 2020
- Coelostoma oceanicum Mouchamps, 1958
- Coelostoma optatum J.Balfour-Browne, 1952
- Coelostoma orbiculare (Fabricius, 1775)
- Coelostoma orchymonti Mouchamps, 1958
- Coelostoma orientale Mouchamps, 1958
- Coelostoma parkeri Mouchamps, 1958
- Coelostoma phalacroides Régimbart, 1903
- Coelostoma phallicum Orchymont, 1940
- Coelostoma picturatum Orchymont, 1936
- Coelostoma protervum J.Balfour-Browne, 1959
- Coelostoma proximum Mouchamps, 1958
- Coelostoma punctulatum (Klug, 1833)
- Coelostoma remotum Mouchamps, 1958
- Coelostoma rhodesiense J.Balfour-Browne, 1950
- Coelostoma rhomphea Orchymont, 1936
- Coelostoma rohani Orchymont, 1931
- Coelostoma rubens Hebauer, 2002
- Coelostoma rubiginosum J.Balfour-Browne, 1950
- Coelostoma rufitarse (Boheman, 1851)
- Coelostoma rusticum Orchymont, 1936
- Coelostoma rutarum Orchymont, 1936
- Coelostoma salvazai Orchymont, 1919
- Coelostoma segne J.Balfour-Browne, 1952
- Coelostoma simulans Orchymont, 1925
- Coelostoma solitarium Mouchamps, 1958
- Coelostoma stultum (Walker, 1858)
- Coelostoma subditum Orchymont, 1936
- Coelostoma subsphaeroides (Régimbart, 1907)
- Coelostoma subtile Orchymont, 1936
- Coelostoma surkhetensis Hebauer, 2002
- Coelostoma syriacum Orchymont, 1936
- Coelostoma taiwanense Liu, Hu et Fikáček, 2020[5]
- Coelostoma tangliangi Jia et al., 2017
- Coelostoma thienemanni Orchymont, 1932
- Coelostoma tina Spangler & Steiner, 2003
- Coelostoma togoense Hebauer, 2003
- Coelostoma tortuosum J.Balfour-Browne, 1959
- Coelostoma transcaspicum Reitter, 1906
- Coelostoma trilobum G.Müller, 1942
- Coelostoma turnai Hebauer, 2006
- Coelostoma vagum Orchymont, 1940
- Coelostoma vitalisi Orchymont, 1923
- Coelostoma vividum Orchymont, 1936
- Coelostoma waterstradti Orchymont, 1936
- Coelostoma wittei J.Balfour-Browne, 1950
- Coelostoma wui Orchymont, 1940
- Coelostoma zumpti Orchymont, 1937

Z zapisu kopalnego znane są dwa gatunki współczesne. C. stultum znaleziony został w plioceńskiej formacji Tsubusagawa w Japonii. C. orbiculare znany jest z miocenu Rosji oraz czwartorzędu Japonii i Wielkiej Brytanii.